# 罗夫莱迪略-德拉哈拉
罗夫莱迪略-德拉哈拉，是西班牙马德里自治区的一个市镇。总面积20平方公里，总人口93人（2001年），人口密度5人/平方公里。